# Ghowr
Ghowr of Ghōr (Dari en Pasjtoe: غور ġōr), ook geschreven als Ghur of Gwor, is een van de 34 provincies van Afghanistan. 97% van de bevolking spreekt Dari en een kleine minderheid (15.000 inwoners) Pasjtoe.

## Bestuurlijke indeling
De provincie Ghowr is onderverdeeld in 11 districten:
- Chaghcharan
- Marghab
- Charsada
- Dawlat Yar
- Du Layna
- Lal Wa Sarjangal
- Pasaband
- Saghar
- Shahrak
- Taywara
- Tulak

## Geboren
- Muhammad Ghowri (ca. 1150-1206), sultan van de Ghowriden

Badakhshān · Bādghīs · Baghlān · Balkh · Bāmyān · Dāykundī · Farāh · Fāryāb · Ghaznī · Ghōr · Helmand · Herāt · Jowzjān · Kābul · Kandahār · Kāpīsā · Khōst · Kunar · Kunduz · Laghmān · Lōgar · Nangarhār · Nīmrōz · Nūristān · Paktiyā · Paktīkā · Panjshayr · Parwān · Samangān · Sar-e Pul · Takhār · Uruzgān · Wardak · Zābul